# Императорский и королевский фельдмаршал
«Императорский и королевский фельдмаршал» (чеш. C. a k. polní maršálek) — чехословацкая кинокомедия, снятая режиссёром Карелом Ламачем в 1930 году.
Премьера состоялась 24 октября 1930 года. Считается, первым звуковым фильмом на чешском языке.
Экранизация пьесы Эмиля Артура Лонгена.

## Сюжет
Отставной сотник Франтишек Прохазка представляет, что он Наполеон, который выиграл тяжёлую битву. В этот момент он просыпается и идёт в ресторан на встречу со старыми сослуживцами, где он может пообщаться с друзьями и вспомнить старые добрые времена. Прохазка распевает с ними, в том числе и запрещённую песню о фельдмаршале, которую пели его солдаты и за которую он был отправлен в отставку.
Воспользовавшись случаем, Прохазка примеряет фельдмаршальскую форму. В ней его видят несколько офицеров, которые принимают его за настоящего фельдмаршала. Это событие становится достоянием общественности и разворачивается комедийная ситуация.

## В ролях
- Власта Буриан  —  Франтишек Прохазка, лжеимператорский и королевский фельдмаршал
- Теодор Пиштек (старший) — полковник Алоис Пршечехтель
- Елена Мончакова — Пршечехтелова, жена полковника
- Маня Женишкова — Лиля Пршечехтелова, их дочь
- Иржи Грон— лейтенант Руди Эберле
- Ян В. Спиргер— военнослужащий Сеплль
- Ченек Шлегл — граф Геза фон Медак, ротмистр
- Йиндржих Плахта — Хофер, старший лейтенант
- Йозеф Горанек — настоящий императорский и королевский фельдмаршал
- Ольга Августова — певица
- Эман Фиала — Густав Яннингс, певца кабаре
- Отто Хеллер — солдат
- Ярослав Марван — слуга маршала
- Йозеф Ровенский — мэр